# Conessine
La conessine est un composé organique de formule brute C24H40N2.